# Unterseeboot 26 (1913)
Pour les articles homonymes, voir Unterseeboot 26.
Le sous-marin allemand Unterseeboot 26 (Seiner Majestät Unterseeboot 26 ou SM U-26), de type U 23 a été construit par la Germaniawerft de Kiel, et  lancé le 16 octobre 1913 pour une mise en service le 20 mai 1914. Il a servi pendant la Première Guerre mondiale sous pavillon de la Kaiserliche Marine.

## Caractéristiques techniques
Le U-Boot SM U-26 mesurait 64,7 mètres de long, 6,32 m de large et 7,68 m de haut. Il déplaçait 685 tonnes en surface et 878 tonnes en immersion. Le système de propulsion du sous-marin était composé d'une paire de moteurs diesel à deux temps de 8 cylindres fabriqués par Germania de 1 800 CV (1 320 kW) pour une utilisation en surface, et de deux moteurs électriques à double dynamos construits par SSW de 1 200 CV (880 kW) pour une utilisation en immersion. Les moteurs électriques étaient alimentés par un banc de deux batteries de 110 cellules. le SM U-26 pouvait naviguer à une vitesse maximale de 16,7 nœuds (30,9 km/h) en surface et de 10,3 nœuds (19,1 km/h) en immersion. La direction était contrôlée par une paire d'hydroplanes à l'avant et une autre paire à l'arrière, et un seul gouvernail.
Le SM U-26 était armé de quatre tubes torpilles de 50 centimètres (19,7 pouces), qui étaient fournis avec un total de six torpilles. Une paire de tubes était située à l'avant et l'autre à l'arrière. Il était équipée d'un canon SK L/30 de 8,8 cm (3,5 in) pour une utilisation en surface.
Le SM U-26 était manœuvré par 4 officiers et 31 membres d'équipage.

## Histoire
Le SM U-26 est engagé dans la guerre navale de la Première Guerre mondiale en mer Baltique. Le 11 octobre 1914, il coule le croiseur Pallada avec tout son équipage de 597 hommes, infligeant la première perte de la guerre à la Marine impériale russe.

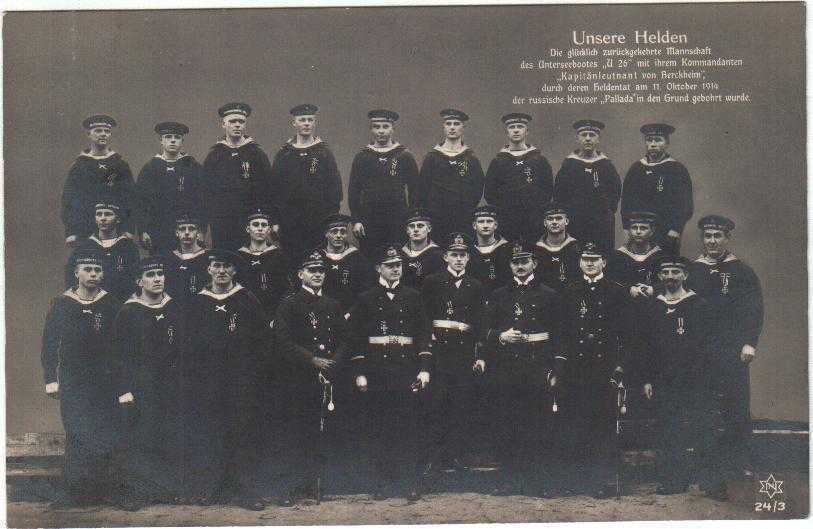
L'équipage du U-26 en 1914

Le SM U-26 ne revient pas de la mer en août 1915, et on suppose qu'il a heurté une mine au large des côtes finlandaises, étant perdu avec tout son équipage de 30 personnes.

### Épave découverte
Le SM U-26 est retrouvé dans l'Ouest du golfe de Finlande, comme le rapporte le journal finlandais Helsingin Sanomat en mai 2014,.

## Commandants
- Kapitänleutnant (Kptlt.)  Egewolf Freiherr von Berckheim du 1er août 1914 au 17 décembre 1914
- Kapitänleutnant (Kptlt.) Egewolf Freiherr von Berckheim du 13 janvier 1915 au 30 septembre 1915

## Flottilles
- Flottille IV du 1er août 1914 au ?
- Flottille de la Baltique du ? au 30 septembre 1915

## Patrouilles
Le SM U-26 a effectué 1 patrouille pendant son service.

## Palmarès
Le SM U-26 a coulé 3 navires marchands pour un total de 3 700 tonneaux et 2 navires de guerre pour un total de 11 375 tonnes.
| Date            | Nom du navire | Nationalité            | Tonnage | Fait  |
| --------------- | ------------- | ---------------------- | ------- | ----- |
| 11 octobre 1914 | Pallada       | Marine impériale russe | 7 775   | Coulé |
| 23 avril 1915   | Fråck         | Empire russe           | 849     | Coulé |
| 4 juin 1915     | Yenisei       | Marine impériale russe | 3 600   | Coulé |
| 25 août 1915    | Petshora      | Marine impériale russe | 1 982   | Coulé |
| 30 août 1915    | Zemlya        | Empire russe           | 869     | Coulé |